# چرنا نیوا
چرنا نیوا (به بلغاری: Cherna Niva) یک منطقهٔ مسکونی در بلغارستان است که در شهرستان چرنوچن واقع شده‌است.
 چرنا نیوا ۴٫۴۳۷ کیلومتر مربع مساحت و ۱۳۰ نفر جمعیت دارد.